# Goalball op de Paralympische Zomerspelen

Goalball is een van de sporten die op het programma van de Paralympische Spelen staan. Deze balsport wordt gespeeld door visueel gehandicapten. De sport staat onder auspiciën van de International Blind Sport Federation (IBSA). Het is een van de drie paralympische sporten die geen olympische tegenhanger kent.

## Geschiedenis
Goalball staat vanaf 1976 op het paralympisch programma. In eerste instantie deden alleen mannen mee. Vanaf 1984 doen ook de vrouwen mee. In 1980 wonnen de Nederlandse mannen een bronzen medaille.

## Medailles

### Mannen
| Editie                          | Goud · | Zilver · | Brons · |
| ------------------------------- | ------ | -------- | ------- |
| Toronto 1976                    | AUS    | FRG      | DEN     |
| Arnhem 1980                     | FRG    | USA      | NED     |
| New York/Stroke Mandeville 1984 | USA    | EGY      | YUG     |
| Seoel 1988                      | YUG    | USA      | EGY     |
| Barcelona 1992                  | ITA    | FIN      | EGY     |
| Atlanta 1996                    | FIN    | CAN      | ESP     |
| Sydney 2000                     | DEN    | LTU      | SWE     |
| Athene 2004                     | DEN    | SWE      | USA     |
| Beijing 2008                    | CHN    | LTU      | SWE     |
| Londen 2012                     | FIN    | BRA      | TUR     |
| Rio de Janeiro 2016             | LTU    | USA      | BRA     |
| Tokio 2020                      | BRA    | CHN      | LTU     |
| Parijs 2024                     |        |          |         |

### Vrouwen
| Editie                          | Goud · | Zilver · | Brons · |
| ------------------------------- | ------ | -------- | ------- |
| New York/Stroke Mandeville 1984 | USA    | CAN      | DEN     |
| Seoel 1988                      | DEN    | USA      | CAN     |
| Barcelona 1992                  | FIN    | DEN      | CAN     |
| Atlanta 1996                    | GER    | FIN      | USA     |
| Sydney 2000                     | CAN    | ESP      | SWE     |
| Athene 2004                     | CAN    | USA      | JPN     |
| Beijing 2008                    | USA    | CHN      | DEN     |
| Londen 2012                     | JPN    | CHN      | SWE     |
| Rio de Janeiro 2016             | TUR    | CHN      | USA     |
| Tokio 2020                      | TUR    | USA      | JPN     |
| Parijs 2024                     |        |          |         |

## Deelnemende landen

### Mannen
| Editie                           | landen                                                                                  |
| -------------------------------- | --------------------------------------------------------------------------------------- |
| Toronto 1976                     | CAN - DEN - USA - FRG - SWE - AUT - ISR - BEL                                           |
| Arnhem 1980                      | FRG - USA- NED - AUT - BEL - YUG - FIN - ISR - DEN - CAN - GBR - EGY                    |
| New York / Stoke Mandeville 1984 | USA - EGY - YUG - overige landen onbekend                                               |
| Seoel 1988                       | YUG - USA - ITA - BUL - CAN - AUS - DEN - KOR - HUN - EGY - FRG - ISR - IRI - FIN - NED |
| Barcelona 1992                   | EGY - USA - GER - ISR - HUN - AUS - ITA - FIN - CAN - GOS - ESP - ALG                   |
| Atlanta 1996                     | CAN - ESP - FIN - HUN - GBR - USA - AUS - SLO - ITA - GER - NED - CZE                   |
| Sydney 2000                      | DEN - SWE - SLO - GER - AUS - USA - LTU - FIN - ESP - HUN - CAN - GBR                   |
| Athene 2004                      | DEN - SWE - CAN - USA - GER - GRE - ESP - KOR - FIN - HUN - LTU - SLO                   |
| Beijing 2008                     | SLO - LTU - DEN - FIN - BEL - ESP - CHN - SWE - CAN - USA - IRI - BRA                   |
| Londen 2012                      | LTU - CHN - IRI - FIN - TUR - CAN - BEL - SWE - GBR - BRA- KOR- ALG                     |
| Rio de Janeiro 2016              | ALG - BRA - CAN - CHN - GER - FIN - LTU - TUR - SWE - USA                               |
| Tokio 2020                       | ALG - BEL - BRA - CHN - GER - JPN - LTU - TUR - UKR - USA                               |

### Vrouwen
| Editie                           | landen                                                    |
| -------------------------------- | --------------------------------------------------------- |
| New York / Stoke Mandeville 1984 | USA - CAN - DEN - overige landen onbekend                 |
| Seoel 1988                       | USA - DEN - NED - CAN - FRG - KOR - AUS - GBR             |
| Barcelona 1992                   | FIN - CAN - DEN - SWE - USA - GER - AUS - ESP             |
| Atlanta 1996                     | GER - FIN - ESP - USA - SWE - DEN - KOR - AUS             |
| Sydney 2000                      | SWE - CAN - FIN - GBR - ESP - USA - NED - AUS             |
| Athene 2004                      | CAN - USA - JPN - FIN - NED - GER - BRA - GRE             |
| Beijing 2008                     | CHN - USA - DEN - SWE - CAN - BRA - JPN - GER             |
| Londen 2012                      | GBR - CHN - USA - SWE - JPN - DEN - BRA - AUS - CAN - FIN |
| Rio de Janeiro 2016              | ALG - AUS - BRA - CAN - CHN - ISR - JPN - TUR - UKR - USA |
| Tokio 2020                       | AUS - BRA - CAN - CHN - EGY - ISR - JPN - RPC - TUR - USA |

Atletiek · 
Badminton · 
Bankdrukken · 
Basketbal · 
Boccia · 
Boogschieten · 
Blindenvoetbal · 
Goalball · 
Judo · 
Kanovaren · 
Paardensport · 
Rugby · 
Roeien · 
Schermen · 
Schietsport · 
Taekwondo · 
Tafeltennis · 
Tennis · 
Triatlon · 
Volleybal · 
Wielersport · 
Zeilen · 
Zwemmen
Toronto 1976 ·
Arnhem 1980 ·
New York & Stoke Mandeville 1984 ·
Seoel 1988 ·
Barcelona 1992 ·
Atlanta 1996 ·
Sydney 2000 ·
Athene 2004 ·
Peking 2008 ·
Londen 2012 ·
Rio de Janeiro 2016 ·
Tokio 2020 ·
Parijs 2024